# Москворецкая (платформа)
Москворе́цкая — остановочный пункт Рязанского направления Московской железной дороги в городе Воскресенск, в Москворецком районе города. Вторая по загруженности после 88 км из воскресенских городских платформ.
О.п. имеет две платформы. На одной из них находится касса.
Через платформу проходят пригородные электропоезда по направлениям:
| Москва (Казанская) — Рязань                  |
| Москва (Казанская) — Рязань — (Экспресс)     |
| Москва — Голутвин (Коломна)                  |
| Москва — Голутвин (Коломна) — («Спутник»)    |
| Раменское — Голутвин (Коломна) — («Спутник») |
| Пл. 47 км. (Раменское) — Голутвин (Коломна)  |

## Цветовая гамма
Как и все станции Рязанского направления, платформа окрашена в зелёный цвет.

## Факты
- Электропоезда до Москвы ходят 22 раза в день[4].
- Электропоезда от Москвы ходят 22 раза в день[5].
- На вторую половину 2021 года, полная стоимость проезда составляет 286 рублей, стоимость проезда на экспрессе «РЭКС»-370 руб.
- Жители Воскресенска называют станцию Москворецкая «Проклятая станция»[источник не указан 4281 день].
- Среднее время, затрачиваемое на путь по маршруту «Москворецкая» — «Казанский вокзал», составляет 1 час 50 мин.
- Платформа Москворецкая — самая загруженная среди воскресенских платформ после пл. 88 км.

## Несчастные случаи
За 2010 год возле или на платформе «Москворецкая» произошло 7 происшествий. Все со смертельным исходом.

## Галерея
| - Электропоезд ЭМ4 «Спутник» отъезжает от станции «Москворецкая». 2010 год. | - Электропоезд ЭМ4 «Спутник» во время посадки на станции «Москворецкая». 2010 год. | - Электропоезд ЭД4М «Спутник» Голутвин — Москва во время посадки на станции «Москворецкая». 2011 год | - Электропоезд ЭД4М «Спутник» Голутвин — Москва отъезжает от станции «Москворецкая». 2011 год |